# Pierre Theunissen

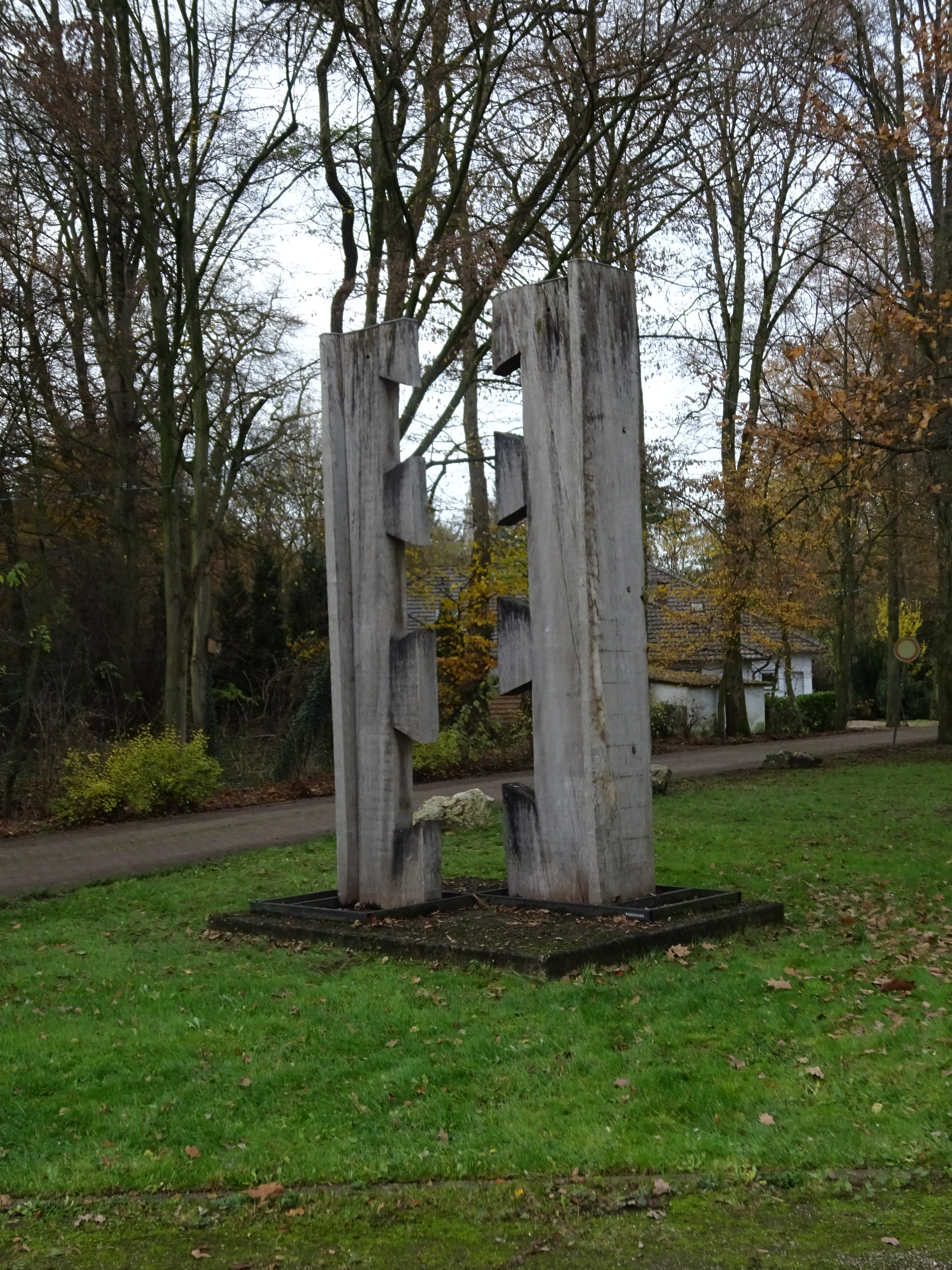
Skulptur „Schwalbenschwanz“ im Skulpturenpark Schloss Moyland

Pierre Theunissen (* 3. Juli 1931 in Keeken; † 25. Februar 2021 in Le Tignet, Frankreich; eigentlich Peter Theunihsen) war ein deutsch-französischer Bildhauer, Grafiker und Maler.

## Leben
Theunissen absolvierte nach dem Zweiten Weltkrieg zunächst eine Lehre bei dem Bildhauer und Steinmetz Josef Kopetzky. Er brach diese jedoch ab und begann eine Tischlerlehre. Es folgten eine Ausbildung in der Bildhauerkunst im Atelier von Alfred Sabisch und ein Studium an der Kunstakademie Düsseldorf. Er studierte von 1956 bis 1958 bei Hans Hartung an der Hochschule der Künste Berlin. Ab 1959 lebte er in Paris, dann im südfranzösischen Les Veyans und in Seillans. Er war ein Bekannter des Fotografen Willy Maywald, der gemeinsam mit seiner Schwester Helène in Südfrankreich ein Haus besaß. Durch Maywald lernte er die bei Moyland lebende Mäzenin Margit Loh kennen, die ihn anschließend förderte. 1963 heiratete er die französische Malerin Jeanine Einaudi. 1965 erhielt er die französische Staatsbürgerschaft.
Theunissens bevorzugte Werkstoffe waren Palmenholz, aus dem er teilweise monumentale Skulpturen schuf, die organisch-weiche Rundungen und schwellende Formen aufweisen, und Stahl, „der von ihm ausgeschnitten und aufgefaltet sich zu bewegen schien.“ Daneben arbeitete er auch mit Beton und Eisen.
2007 zeigte das Museum Schloss Moyland eine katalogbegleitete Übersichtsausstellung über das Gesamtwerk von Pierre Theunissen. Neben seinen Palmenholz-Skulpturen wurden im Grafikkabinett Zeichnungen, Schiebedrucke und Malereien auf Blech ausgestellt und im Skulpturenpark Plastiken aus Eisen, Holz und Beton. 2012 präsentierte das Museum Katharinenhof in Kranenburg im Rahmen der Einzelausstellung Die Gesetze der Serie Bilder, Grafiken und Skulpturen des Künstlers.

## Werke (Auswahl)
- de Hand, Bronze-Plastik, 1981, Wesel, Rathausinnenhof, nach Theunissens Palmenholz-Skulptur Hand (1972)[5]
- Schwalbenschwanz, Holz-Plastik, 1993, Skulpturenpark Schloss Moyland
- Le Phare („Leuchtturm“), Eisen-Plastik mit drei Holzscheiben, 1999, Wasserburg Rindern[6]
- Explosion, Eisen-Plastik, 2000, Skulpturenpark Schloss Moyland